# Rue Baillou
La rue Baillou est une voie du 14e arrondissement de Paris, en France.

## Situation et accès
La rue Baillou est une voie publique située dans le sud-ouest du  14e arrondissement de Paris dans le quartier de Plaisance, à la limite du quartier du Petit-Montrouge (Alésia). Elle débute au 52, rue des Plantes et se termine au 10, rue Lecuirot. La rue Baillou suit un axe nord-ouest / sud-ouest, parallèle à la rue d'Alésia située juste au nord. Elle a une longueur de 109 mètres pour une largeur de 10 mètres.

## Origine du nom

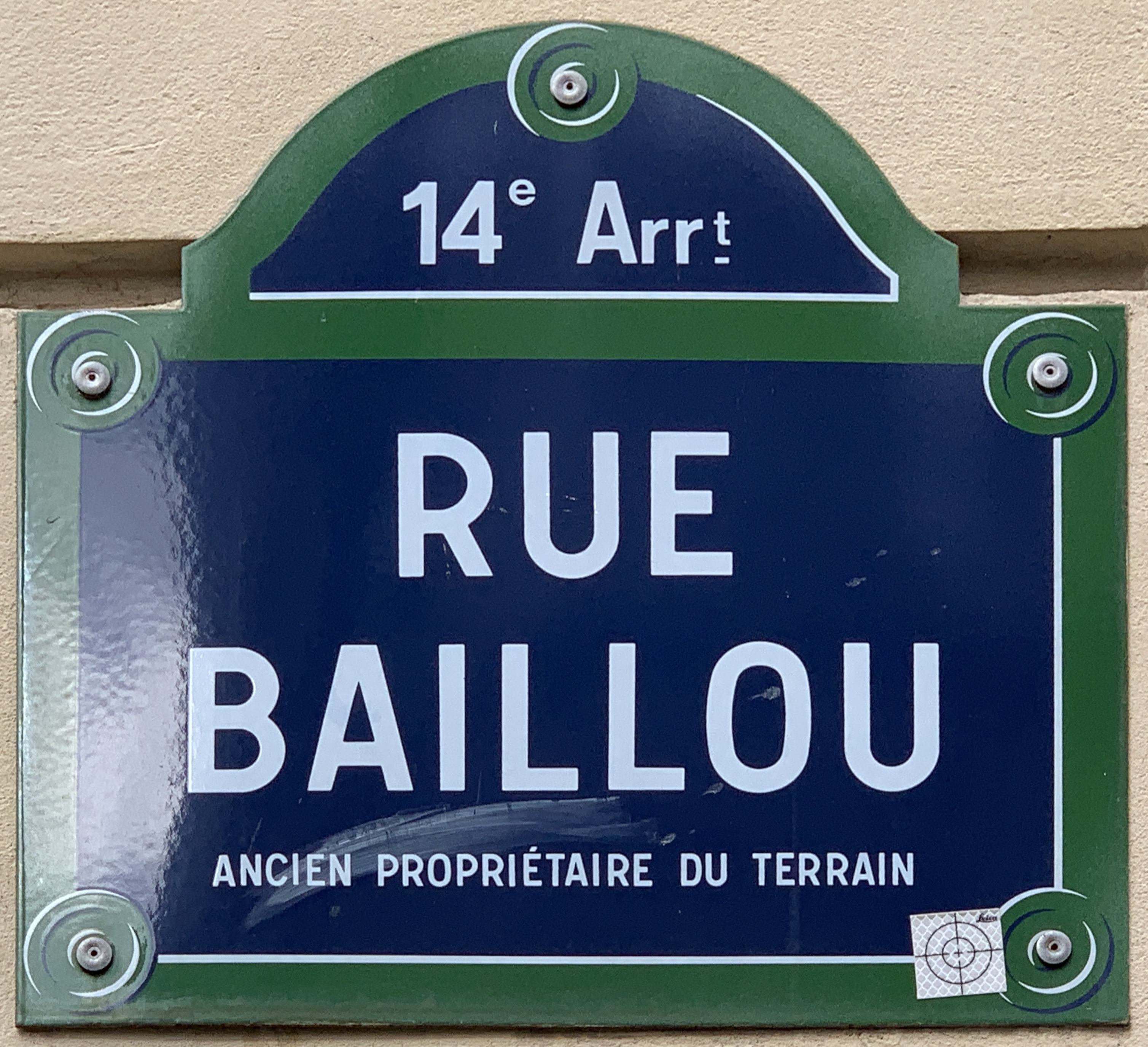
Plaque de la rue.

Elle doit son nom à l'ancien propriétaire des terrains maraichers au début du XXe siècle et au travers desquels cette voie a été créée.

## Historique
La rue Baillou est ouverte en 1890 et prend sa dénomination la même année. 

## Bâtiments remarquables et lieux de mémoire
- Au no 9, Zappy Max (1921-2019) , animateur de radio, est né et a passé son enfance et adolescence dans l'immeuble[1].
- Au no 11, le tueur en série Thierry Paulin y a assassiné Andrée Gescoffe, une femme de 77 ans, sa 11e victime, le 6 janvier 1986.